# Malin Ek
Malin Ek (født 18. april 1945 i Malmø) er en svensk skuespillerinde. Hun studerede på Teaterhögskolan i Stockholm fra 1965 til 1968.
Ek har i sin karriere vundet tre Guldbagge-priser i henholdsvis 1983, 1986 og 1991.

## Privatliv
Malin Ek er datter af skuespilleren Anders Ek (1916-1979) og koreografen Birgit Cullberg (1908-1999), samt søster til Niklas og Mats Ek. Hun er mor til Moa Ek, Edvin Ek og skuespillerinden Elin Klinga.

## Udvalgt filmografi
- Passion (1969, ukrediteret)
- Forbudt for børn (1979)
- Barnets ø (1980)
- Mamma (1982)
- Brødrene Mozart (1986)
- Skytsenglen (1990)
- Søndagsbarn (1992)
- Majken (kortfilm, 2008)